# Xã Union, Quận Faulkner, Arkansas
Xã Union (tiếng Anh: Union Township) là một xã thuộc quận Faulkner, tiểu bang Arkansas, Hoa Kỳ. Năm 2010, dân số của xã này là 1.967 người.